# Ahmad Caver
Ahmad Caver (Atlanta, 12 settembre 1996) è un cestista statunitense.

## Palmarès
- Coppa di Francia: 1

Digione: 2023-2024